# تشكيل الدولة

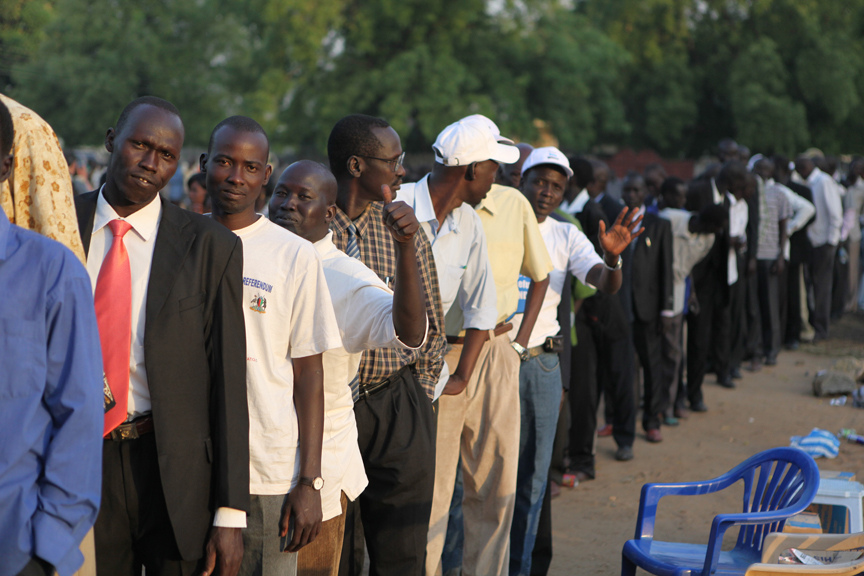

تشكيل الدولة: هو العملية التي تُطور فيها بنية حكومة مركزية في وضع لم توجد فيه حكومة قبل هذا التطوير. يُعد تشكيل الدولة حقلًا دراسيًا لعدد من الاختصاصات في العلوم الاجتماعية لسنوات طويلة، إذ كتب جوناثان هاس: «ربما أكثر الأوقات تفضيلًا لعلماء الاجتماع على مدى القرن الماضي كان التنظير عن تطور حضارات العالم العظيمة». تُقسم دراسة تشكيل الدولة عادةً إلى دراسة الدول المبكرة (تلك الدول التي تطورت في مجتمعات لا تحوي دولًا) أو دراسة الدول المعاصرة (بشكل خاص الدول التي تطورت في أوروبا في القرن السابع عشر وانتشرت في جميع أنحاء العالم). يُعد النقاش الأكاديمي حول النظريات المختلفة ميزةً بارزة في حقول دراسية مثل الأنثروبولوجيا وعلم الاجتماع والاقتصاد والعلوم السياسية.

## الدولة
تُعرّف الدولة بأنها نظام سياسي يحوي حكومةً مركزية وقوة عسكرية وخدمة مدنية ومجتمعًا منظمًا وثقافة. رغم ذلك، لا يوجد اتفاق واضح حول الميزات المعرفة للدولة ويمكن أن يتراوح التعريف بشكل واضح بناءً على تركيز التعريف المحدد. تُعتبر الدولة رابطًا إقليميًا وتتميز عن القبائل والوحدات التي لا تملك مؤسسات مركزية.
وفقًا لبينتر وجيفري يوجد 5 ملامح مميزة للدولة الحديثة:
1. تُنظم خلال حدود دقيقة مع سيطرة إشرافية على كل ما تحتويه هذه الحدود.
2. تحتل مناطق كبيرة مع سيطرة تُعطى لمؤسسات مُنظمة.
3. تملك عاصمة وتُمنح رموزًا تُجسد سلطة الدولة.
4. تُنشئ الحكومة ضمن الدولة منظمات للإشراف والحكم والسيطرة على المواطنين من خلال المراقبة وحفظ السجلات.
5. تزيد المراقبة مع مرور الوقت.[5]

إضافةً لذلك، يؤكد هيربست وجود ميزة مرتبطة أخرى بالدولة وهي القومية. يلعب هذا الشعور بالانتماء لمنطقة محددة دورًا مركزيًا في تشكيل الدولة إذ يرفع قابلية المواطنين لدفع الضرائب.

## شرح الدول المبكرة والدول الحديثة
تركز نظريات تشكيل الدولة على جانبين اثنين، معتمدةً بشكل كبير على حقل الدراسة:
1. التحول الكبير للمجتمع الإنساني من مجتمعات قبلية إلى منظمات سياسية أكبر. تستكشف دراسة هذا الموضوع، عادةً في الأنثروبولوجيا، التطور البدائي للبنى الإشرافية الأساسية في مناطق تطورت فيها الدولة من مجتمعات لا تحوي دولة. رغم أن تشكيل الدولة كان برنامجًا فعالًا في الأنثروبولوجيا والأركيولوجيا حتى ثمانينيات القرن الماضي، تغيرت الجهود للتركيز لا على كيفية تشكيل هذه الدول بل على كيفية عملها.[7][8]
2. بشكل معاكس، ركزت الدراسات في العلوم السياسية وعلم الاجتماع على تشكيل الدول الحديثة.[9]

### تشكيل الدولة المبكرة
يُعرّف عالم الأنثروبولوجيا دافيد إس. سانديفورد الدول بشكل مختصر بأنها مجتمعات مقسمة طبقيًا ومحكومة بيروقراطيًا يوجد فيها على الأقل 4 مستويات من التسلسل السكاني (على سبيل المثال عاصمة كبيرة ومدن وقرى وقرى صغيرة). الدول الأولية هي دول المجتمعات التي تطورت في مناطق لم يوجد بها دول من قبل. تطورت هذه الدول من خلال عملية داخلية دقيقة ومن خلال التفاعل مع مجتمعات لا يوجد فيها دول. لا يُعرف الرقم الدقيق للحالات التي تصلح أن تكون دولًا أولية بسبب محدودية المعلومات عن المنظمات السياسية قبل تطور الكتابة في عدة أماكن، لكن سانديفورد يُحدد عشر حالات لتشكيل الدول الأولية في أوراسيا والأمريكيتين ومنطقة المحيط الهادئ.
تميل الدراسات حول الدول المبكرة للتركيز على العمليات التي تنشئ الدولة وتؤسسها في وضع لم توجد فيه دولة من قبل. تتضمن الأمثلة على الدول المبكرة التي تطورت من خلال التفاعل مع دول أخرى الحضارات الإغريقية في العضر البرونزي في بحر إيجه وحضارة الملاجاشي في مدغشقر. على عكس تشكيل الدول الأولية، لا يتطلب تشكيل الدول المبكرة إنشاء الدولة الأولى في السياق الثقافي أو التطور المستقل بمعزل عن تطور الدول المجاورة. تتضمن أسباب تشكيل الدول المبكرة الاستعارة والفرض والأشكال الأخرى من التفاعل مع الدول الموجودة أساسًا.

### تشكيل الدولة الحديثة
تركز نظريات تشكيل الدول الحديثة على العمليات التي تدعم تطور الدول الحديثة، وبشكل خاص تلك التي تشكلت في نهايات العصور الوسطى في أوروبا وانتشرت بعد ذلك حول العالم مع الكولونيالية. بدايةً من أربعينيات وخمسينيات القرن الماضي ومع بداية نزع الكولونيالية، بدأ الانتباه يتركز على بناء الدول الحديثة المتضمنة عمليات بيروقراطية ملحوظة وقدرة على دفع الضرائب والسيطرة الإقليمية حول العالم. ومع ذلك، يؤكد بعض العلماء أن هناك دولًا تشكلت في بعض أجزاء العالم قبل مرحلة الكولنيالية ولكن البنى الكولونيالية حلت محلها.

## النظريات حول تطور الدول المبكرة
يوجد عدد من النظريات المختلفة والفرضيات في ما يتعلق بتشكيل الدولة تسعى إلى التعميم لتفسير لماذا تطورت الدولة في مناطق معينة ولم تتطور في مناطق أخرى. يعتقد علماء آخرون أن التعميم لا يخدم في هذه الحالة وأن كل حالة من تشكيل الدولة المبكرة يجب أن تُدرس على حدة.

### النظريات الطوعية
تؤكد النظريات الطوعية أن المجموعات المختلفة من البشر التي تتجمع لتشكيل دولة نتيجة لاهتمام عقلاني مشترك. تركز هذه النظريات بشكل كبير على تطور الزراعة وعلى عدد السكان والضغط المنظم الذي تبعها الذي نتج عنه تشكيل الدولة. تكمن الحجة في أن هذه الضغوطات الناتجة عن الضغط التكاملي للبشر العقلانيين يدفعهم للتوحد وتشكيل الدولة. تقترح معظم تقاليد العقد الاجتماعي الفلسفية نظرية طوعية لتشكيل الدولة.
إحدى أكثر النظريات بروزًا لتشكيل الدول المبكرة والأولية هي الفرضية الهيدروليكية، التي تؤكد أن الدولة هي نتيجة للحاجة إلى بناء والحفاظ على مشاريع الري كبيرة الحجم. فُصلت النظرية بشكل واضح في محاججة كارل أوغست ويتفوغيل الذي يقول أنه في البيئات القاحلة سيواجه المزارعون محدودية الإنتاج لمشاريع الري صغيرة الحجم. في نهاية المطاف سينضم المنتجون الزراعيون مع بعضهم للاستجابة للضغط الشعبي والبيئة القاحلة لإنشاء جهاز دولة يمكنه بناء على مشاريع الري كبيرة الحجم والحفاظ عليها. 
إضافةً إلى ذلك، ما يُطلق عليه كارنيرو الفرضيات الآلية التي تؤكد أن تطور الزراعة أنتج بسهولة ظروفًا ضرورية لتطوير الدولة. مع فائض محاصيل الغذاء الذي أنتجه تطور الزراعة، سيؤدي إنشاء طبقة عاملة مميزة وتقسيم العمل إلى إنشاء شكل الدولة بصورة آلية.
الفرضية الثالثة، الشائعة بشكل خاص مع تفسيرات لتطور الدول المبكرة، هي أن شبكات التجارة ذات الطرق الطويلة أنشأت قوة دفع للدول لتطور مواقع رئيسية مثل المرافئ والواحات. على سبيل المثال، قد تكون التجارة المتزايدة في القرن السادس عشر أساسًا لتشكيل الدولة في دول غرب إفريقيا وهيادا وداهومي وإمبراطورية بنين.

### نظريات الصراع
تعتبر نظريات الصراع في تشكيل الدولة أن الصراع والسيطرة لبعض السكان على سكان آخرين أساس لتشكيل الدول. على عكس النظريات الطوعية، تعتقد هذه الحجج أن البشر لا يوافقون بشكل طوعي على إنشاء دولة لزيادة الأرباح، ولكن يوافقون على شكل دولة بسبب بعض أشكال الاضطهاد الي تمارسه مجموعة من البشر على الآخرين. يرتكز عدد من النظريات على الصراع أو السيطرة أو الاضطهاد بصفته عملية سببية أو آلية ضرورية داخل عدد من الظروف وقد تستعير النظريات من مقاربات أخرى. بصورة عامة تُضيء النظريات على الطبقية الاقتصادية وغزو البشر الآخرين والصراع في المناطق المقيدة والنمو النيوتطوري للبيروقراطية.